# Senecio crassulus
Senecio crassulus là một loài thực vật có hoa trong họ Cúc. Loài này được A.Gray miêu tả khoa học đầu tiên năm 1883.